# Sympagella nux
Sympagella nux är en svampdjursart som beskrevs av Schmidt 1870. Sympagella nux ingår i släktet Sympagella och familjen Rossellidae. Inga underarter finns listade i Catalogue of Life.